# Florentin Petre
Florentin Petre (* 15. Januar 1976 in Bukarest) ist ein ehemaliger rumänischer Fußballspieler und derzeitiger -trainer.

## Vereinskarriere
Petre schloss sich in der Jugend dem Hauptstadtklub Dinamo Bukarest an und durchlief die dortigen Jugendmannschaften, bis er am 15. Oktober 1994 als 18-Jähriger erstmals in der 1. Mannschaft in der Divizia A eingesetzt wurde und sich auch gleich nach nur drei Spielminuten mit seinem ersten Tor einführte. In der Rückrunde der Saison lieh sich der Abstiegskandidat UTA Arad den Rechtsaußen aus, doch trotz dessen 3 Toren stand man am Ende der Saison abgeschlagen auf dem letzten Platz und Petre kehrte zu Dinamo zurück.
In den folgenden Jahren war er Stammspieler der Bukarester und spielte immer in der vorderen Tabellenhälfte. 1999 wurde die Mannschaft Vizemeister und 2000 holten sie sich nicht nur den 15. Meistertitel der Vereinsgeschichte, sondern auch den Landespokal. Trotzdem war das Jahr ein äußerst unerfreuliches für Petre, denn er erkrankte an Hepatitis C und war den größten Teil der folgenden beiden Spielzeiten außer Gefecht. Seine Rückkehr 2002 konnte er mit einer zweiten Meisterschaft feiern.
In den Jahren bis 2006 blieb der Verein in der Erfolgsspur. Von 2003 bis 2005 sicherte sich Dinamo dreimal in Folge die Cupa României (Landespokal). 2004 wurde daraus mit der Landesmeisterschaft Petres zweites Double.
Nachdem er 12 Jahre in der höchsten rumänischen Klasse gespielt hatte, entschloss Petre sich mit 31 Jahren zum Wechsel ins Ausland. Im April 2006 unterschrieb er einen Dreijahresvertrag ab dem 1. Juli 2006 bei dem bulgarischen Spitzenklub und Rekordmeister ZSKA Sofia. Dort spielte er eine offensivere Rolle als in Bukarest und konnte in den folgenden beiden Spielzeiten erstmals jeweils eine zweistellige Torausbeute vorweisen. Nach der Vizemeisterschaft 2007 wurde er 2008 auch in Bulgarien mit Sofia Landesmeister. Im Sommer 2008 wechselte er in die tschetschenische Hauptstadt zu dem russischen Erstligisten Terek Grosny. Im Januar 2010 kehrte Petre zu ZSKA Sofia zurück und unterschrieb einen Vertrag bis Juni 2011.
Bereits nach sechs Monaten kehrte er in seine rumänische Heimat zurück und schloss sich dem Aufsteiger FC Victoria Brănești an. Am Ende der Saison 2010/11 musste er mit seinem Verein den Gang in die Liga II antreten. Dabei kam er lediglich auf zehn Einsätze. Anschließend beendete er seine aktive Laufbahn.

## Nationalmannschaft
Nachdem er sich schon über drei Jahre in der Divizia A etabliert hatte, kam 1998 mit 21 Jahren für Florentin Petre auch die Berufung in die rumänische Fußballnationalmannschaft. Am 19. August 1998 hatte er beim Auswärtsspiel gegen Norwegen seinen ersten Einsatz. Bis 2000 kam er 21 Mal zum Einsatz und nahm mit seinem Land an der Europameisterschaft teil, wo er mit der Mannschaft im Viertelfinale ausschied.
Danach warf ihn seine Erkrankung zurück und es dauerte bis 2004, bis er wieder ins Nationaltrikot schlüpfen konnte. Seitdem war er regelmäßig im Einsatz. In der WM-Qualifikation spielte er neunmal und Rumänien verpasste als Dritter seiner Gruppe knapp die WM-Teilnahme 2006 in Deutschland. Bei der folgenden EM-Qualifikation, die man vor den Niederlanden als Gruppenerster schaffte, war er wieder achtmal im Einsatz und wurde ins EM-Aufgebot Rumäniens für die Fußball-Europameisterschaft 2008 in Österreich und der Schweiz aufgenommen. Im letzten Vorbereitungsspiel vor Turnierbeginn, am 31. Mai 2008 gegen Montenegro, feierte er seinen 50. Länderspieleinsatz. Insgesamt brachte Petre es bis 2009 auf 53 Länderspiele, in denen er 6 Tore erzielte.

## Trainerkarriere
Nach dem Ende seiner aktiven Laufbahn wurde Petre im Februar 2012 zunächst Assistenztrainer bei der zweiten Mannschaft von Dinamo Bukarest. Als Cornel Țălnar Ende Dezember 2012 Cheftrainer von Dinamos erster Mannschaft wurde, wählte er ihn als seinen Assistenten. Im Mai 2013 wurde das Duo gemeinsam entlassen. Anfang 2014 wurde Țălnar neuer Chefcoach des FC Brașov und Petre wurde abermals sein Assistent. Im August 2014 wurden beide entlassen. Von Februar bis Juni 2015 arbeitete er unter verschiedenen Chefs für Dinamo Bukarest, ehe er erneut die zweite Mannschaft Dinamos übernahm. Im November 2015 musste er dieses Amt wieder abgeben.
Im Februar 2017 kehrte Petre als Assistent von Țălnar zum FC Brașov zurück, der mittlerweile in der Liga II spielte. Der Klub löste sich nach Saisonende auf. Das Gespann wechselte zu Luceafărul Oradea, wurde aber Ende August 2017 nach vier Spieltagen wieder entlassen. Im Oktober 2017 wurde er Cheftrainer von Ligakonkurrent Foresta Suceava. Am Ende der Spielzeit 2017/18 musste er mit seiner Mannschaft absteigen.

## Titel / Erfolge
- Rumänischer Meister: 2000, 2002 und 2004
- Rumänischer Pokalsieger: 2000, 2001, 2003, 2004 und 2005
- Rumänischer Supercup-Sieger: 2005
- Bulgarischer Meister: 2008

## Sonstiges
Sein 1997 geborener Sohn Patrick ist Fußballer und steht zurzeit Dinamo Bukarest unter Vertrag. 2009 kaufte sich Petre von einem bulgarischen Freund einen Renault Clio Super 1600, mit dem er ab 2010 erfolgreich an der bulgarischen Rallyemeisterschaft teilnahm.